# 横斑翠鸟
横斑翠鸟（学名：Lacedo pulchella）是一种分布在东南亚低地热带森林中的翠鸟。它是翠鸟科横斑翠鸟属（Lacedo）中的唯一成员。成年雄鸟和雌鸟的羽毛差异很大。雄鸟有一顶亮蓝色的头冠，背部有黑色和蓝色的条纹。雌鸟的头部和背部有红色和黑色条纹。

## 分类学
本种由美国博物学家托马斯·霍斯菲尔德于1821年描述发表，最初归入笑翠鸟属。横斑翠鸟属是由德国鸟类学家路德維希·賴興巴赫于1851年创建，属名为拉丁语翠鸟“Alcedo”的相同字母异序词，种加词为拉丁语“非常漂亮”之意。
横斑翠鸟有三个亚种
- L. p. pulchella, 指名亚种，繁殖地位于马来西亚北纬7度以南及苏门答腊和爪哇。
- L. p. amabilis 繁殖地为马来西亚北部以北。体型比指名亚种稍大。雄鸟具有蓝色脖颈，雌鸟较指名亚种偏红。
- L. p. melanops 繁殖地在文莱。雄鸟的前额、脸颊和后颈都是黑色的。

## 形态特征
横斑翠鸟体长20 cm（7.9英寸），有一个强壮的红色的喙和一个起伏不明显的短羽冠。两性异形。成年雄鸟的前额、脸颊和后颈呈栗色，具亮蓝色头冠。其余的上部、翅膀和尾巴是黑色的，带有蓝色的条纹。胸部、腹部和下腹部呈红褐色，腹部中央呈白色。
成年雌鸟上身有黑色和红褐色条纹，胸部和腹部白色具黑色条纹。幼鸟比同性的成鸟更单调，喙呈棕色和橙色，腹部深色。
鸟鸣是一个长长的哨声wheeeoo，然后在17秒内重复15次chiwiu，第二个音节逐渐消失。横斑翠鸟会对其叫声的模仿做出反应。

## 分布和栖息地
横斑翠鸟分布于缅甸、泰国、柬埔寨、越南、老挝、马来西亚、文莱和印度尼西亚苏门答腊及爪哇。在新加坡已绝灭。

## 习性
横斑翠鸟在文莱栖息于海拔1700米以下的低地雨林，在其他区域通常不超过海拔1100米。与大多数翠鸟不同，它的领地上不需要池塘或溪流。
横斑翠鸟的巢穴一般是腐烂树干上的一个洞，有时是树白蚁的球形巢穴。产下两到五个白色的鸟蛋。在泰国，卵产于二月至五月之间。
横斑翠鸟猎食大型昆虫，偶尔猎食小型蜥蜴，通常在树上猎食，但有时从地面猎食。